# Liste der Kardinalpriester von San Sisto
Folgende Kardinäle waren Kardinalpriester von San Sisto (lat. Titulus Sancti Sixti):
- Romanus (belegt 499)
- Bonifacio (618), dann Papst Bonifatius IV.
- Johannes (belegt 721)
- Donatus (belegt 761–769)
- Romanus (belegt 861–869)
- Leone (932–936), dann Papst Leo VII.
- Benedetto (belegt 963–968)
- Leone (belegt 993)
- Pietro (belegt 1015)
- Franko (belegt 1026)
- Pietro (ca. 1098–1112)
- Sigizo (ca. 1117 oder 1120 bis nach 1130), Parteigänger des Gegenpapstes Anaklets II. seit 1130
- Giovanni, O.S.B. (1168–1177)
- Arnaud de Villemur, Can. Reg. (1350–1355)
- Nicolás Rosell, O.P. (1356–1362)
- Simon Langham, O.S.B. (1368–1373)
- Luca Rodolfucci de Gentili (1378–1389)
- Leonardo Rossi da Griffoni, O.F.M. (1378–1407), Parteigänger des Gegenpapstes Clemens VII.
- Giovanni Dominici, O.P. (1408–1419)
- Juan Casanova, O.P. (1432–1436)
- Juan de Torquemada, O.P. (1440–1446)
- Giovanni di Ragusa, O.P. (1440–1443), Parteigänger des Gegenpapstes Felix V.
- Pietro Riario, O.F.M.Conv. (1471–1474)
- Pedro Ferris (1476–1478)
- Pierre de Foix (der Jüngere) (1485–1490)
- Paolo Fregoso (ca. 1490–1498)
- Georges d’Amboise (1498–1510)
- Achille Grassi (1511–1517)
- Tommaso de Vio (Cajetan) OP (1517–1534)
- Nikolaus von Schönberg OP (1535–1537)
- Gian Pietro Carafa (1537–1541), später Papst Paul IV.
- Juan Álvarez y Alva de Toledo (1541–1547)
- Charles de Bourbon de Vendôme (1549–1561) (Kardinaldiakon)
- Philibert Babou de La Bourdaisière (1561–1564)
- Ugo Boncompagni (1565–1572), dann Papst Gregor XIII.
- Filippo Boncompagni (1572–1586)
- Jerzy Radziwill (1587–1600)
- Alfonso Visconti (1600–1608)
- Giambattista Leni (1608–1618)
- Francisco Gómez de Sandoval y Rojas (1621–1625)
- Laudivio Zacchia (1626–1629)
- vakant (1629–1634)
- Agostino Oreggi da Santa Sofia (1634–1635)
- Carlo di Ferdinando de’ Medici (1644–1645)
- Domenico Cecchini (1645–1656)
- Giulio Rospigliosi (1657–1667), später Papst Clemens IX.
- Giacomo Rospigliosi (1668–1672)
- Vincenzo Maria Orsini OP (1672–1701), später Papst Benedikt XIII.
- Niccolò Spinola (1716–1725)
- Agostino Pipia OP (1725–1729)
- Louis-Antoine de Noailles (1729)
- Francesco Antonio Finy (1729–1738)
- Vincenzo Ludovico Gotti OP (1738–1742)
- Luigi Maria Lucini OP (1743–1745)
- Carlo Vittorio Amedeo delle Lanze (1747–1758)
- Giuseppe Agostino Orsi OP (1759–1761)
- vakant (1761–1769)
- Giovanni Molin (1769–1773)
- Juan Tomas de Boxadors OP (1775–1780)
- vakant (1780–1829)
- Jean-Baptist-Marie-Anne-Antoine de Latil (1829–1839)
- Gaspare Bernardo Pianetti (1840–1862)
- Filippo Maria Guidi OP (1863–1872); in commendam (1872–1877)
- Lucido Maria Parocchi (1877–1884)
- Camillo Siciliano di Rende (1887–1897)
- Giuseppe Antonio Ermenegildo Prisco (1898–1923)
- vakant (1923–1930)
- Achille Liénart (1930–1973)
- Octavio Antonio Beras Rojas (1976–1990)
- Ignatius Kung Pin-Mei (1991–2000)
- Marian Jaworski (2001–2020)
- Antoine Kambanda (seit 2020)